# Distrikt Miraflores (Yauyos)

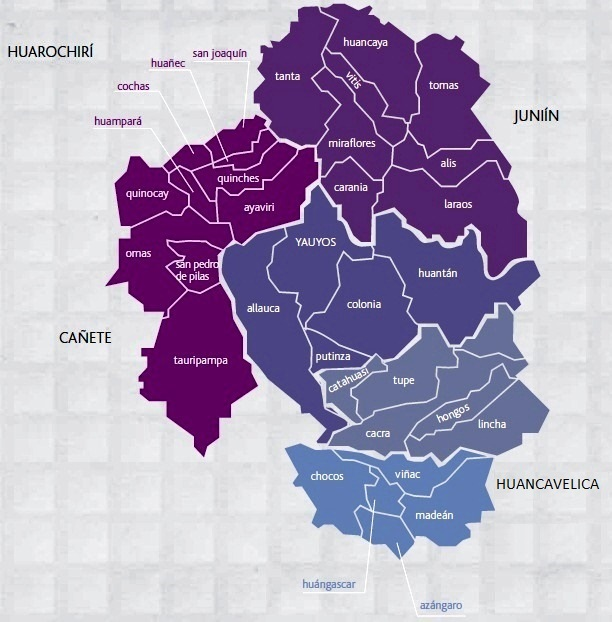
Karte der Provinz Yauyos

Der Distrikt Miraflores liegt in der Provinz Yauyos in der Region Lima im zentralen Westen von Peru. Der Distrikt wurde am 13. März 1936 gegründet. Er besitzt eine Fläche von 202 km². Beim Zensus 2017 wurden 263 Einwohner gezählt. Im Jahr 1993 lag die Einwohnerzahl bei 453, im Jahr 2007 bei 441. Sitz der Distriktverwaltung ist die 3660 m hoch gelegene Ortschaft Miraflores mit 214 Einwohnern (Stand 2017). Miraflores befindet sich knapp 22 km nordnordöstlich der Provinzhauptstadt Yauyos. Der Distrikt befindet sich vollständig innerhalb des Schutzgebietes Reserva Paisajística Nor Yauyos Cochas.

## Geographische Lage
Der Distrikt Miraflores befindet sich in der peruanischen Westkordillere im zentralen Norden der Provinz Yauyos. Entlang der südöstlichen Distriktgrenze fließt der Oberlauf des Río Cañete nach Süden. An der nordöstlichen Distriktgrenze befindet sich der 5467 m hohe Nevado Acovilca. Entlang der westlichen Distriktgrenze verläuft ein über 5000 m hoher Gebirgskamm mit den Gipfeln Nevado Jatunpauca, Nevado Umán, Nevado Altarniyoc, Nevado Padrecaca, Nevado Ticlla (5897 m) und Nevado Quepala Punta. Im äußersten Südwesten reicht der Distrikt fast bis zum Hauptgipfel des 5781 m hohen Nevado Llongote.
Der Distrikt Miraflores grenzt im Südwesten an den Distrikt Ayaviri, im Nordwesten an den Distrikt Tanta, im Nordosten an den Distrikt Vitis sowie im Südosten an die Distrikte Alis und Laraos sowie im Süden an den Distrikt Carania.